# Walter Mondale
Walter Frederick "Fritz" Mondale (Ceylon, 5 de janeiro de 1928 — Minneapolis, 19 de abril de 2021) foi um político, diplomata e advogado americano que serviu como Vice-presidente dos Estados Unidos de 1977 a 1981, no governo de Jimmy Carter. Foi também Senador pelo estado de Minnesota de 1964 a 1976 e chegou a ser candidato do Partido Democrata para a presidência na eleição de 1984, mas perdeu de forma contundente para o incumbente Ronald Reagan, que venceu em 49 estados de 50, sendo que as únicas regiões que Mondale levou foi Minnesota (estado onde nasceu) e o Distrito de Columbia. Mesmo assim, ele fez história ao nomear a congressista Geraldine Ferraro, de Nova Iorque, que foi a primeira mulher candidata a vice numa chapa de um grande partido nos Estados Unidos.
Mondale nasceu em Ceylon, Minnesota e se formou na Universidade de Minnesota em 1951. Ele chegou a servir no exército durante a Guerra da Coreia antes de se formar em 1956 com um diploma em direito. Ele se casou com Joan Adams em 1955 e permaneceu com ela até sua morte, em 2014. Mondale trabalhou como advogado em Minneapolis por anos, até que ele foi apontado como advogado-geral do estado de Minnesota em 1960 pelo governador Orville Freeman, permanecendo neste cargo até 1964. Quando Hubert Humphrey se tornou vice presidente do país naquele mesmo ano, o governador Karl Rolvaag apontou Mondale para se tornar senador do estado. Mondale foi eleito para um mandato completo no senado em 1966 e foi reeleito em 1972, renunciando em 1976 ao ser indicado em 1977 para ser vice presidente. No Senado, ele apoiou direitos do consumidor, casa para os mais pobres, reforma tributária e dessegregação nas escolas.
Em 1976, Jimmy Carter, o candidato democrata a presidência, escolheu Mondale para ser seu vice. A chapa Carter–Mondale derrotou o presidente incumbente Gerald Ford. O tempo no cargo de Carter e Mondale foi marcado por crises na economia e os dois acabaram perdendo a eleição de 1980 para os republicanos Ronald Reagan e George H. W. Bush. Em 1984, Mondale se tornou o candidato democrata para a eleição presidencial e fez pautou sua campanha em questões domésticas, como igualdade de gênero, aumento nos impostos (especialmente para os mais ricos) e redução da dívida pública americana. Sua campanha, com discursos desconexos e cheio de gafes, contra um presidente carismático e popular como Reagan, acabou fracassando. Mesmo assim, Mondale recebeu elogios ao nomear Ferraro para ser sua vice, a primeira mulher numa chapa de um grande partido numa eleição nacional.
Após sua derrota, Mondale se juntou a firma de advocacia Dorsey & Whitney e o National Democratic Institute (1986–1993). O Presidente Bill Clinton nomeou Mondale como embaixador dos Estados Unidos para o Japão em 1993; ele se aposentou deste cargo em 1996. Em 2002, Mondale se tornou uma escolha de último minuto para concorrer para o Senado pelo Partido Democrata da Minnesota após a morte do senador Paul Wellstone, mas ele perdeu a eleição para o ex-prefeito de Saint Paul, Norm Coleman. Ele retornou a trabalhar para a Dorsey & Whitney, mas continou ativo na política dos Democratas. Mondale chegou a ensinar direito na Universidade de Minnesota. De 2018 a 2021, era o ex vice-presidente mais velho ainda vivo, após o falecimento de George H. W. Bush.
Mondale morreu em 19 de abril de 2021, aos 93 anos de idade, em Minneapolis, de causas naturais. Apesar da sua notória performance ruim como candidato na eleição de 1984, Walter Mondale ficou conhecido por seu papel como vice-presidente. Diferenciou-se dos seus antecessores ao servir, não só como uma figura mais ilustrativa do que efetiva, às vezes como um mero substituto do presidente, para a posição de principal conselheiro da presidência e articulador, assumindo quase em tempo integral seu escritório na Casa Branca.